# ROCKIN' SOUL YELLOW
ROCKIN' SOUL YELLOW（ロッキン・ソウル・イエロー）は、2008年4月6日深夜（4月7日未明）から2010年まで衛星放送SOUND PLANETで放送されていたラジオ番組。2008年3月30日まで放送されていたJ's Journalの後番組であり、J-WAVEが制作している。

## 概要
前番組のJ's Journalとは異なり、番組内の随所にこの番組紹介のアナウンスが流れる以外は洋楽・邦楽を1曲完全に放送している。事実上のフィラー放送となっている。

## 放送時間
- 日曜 26:00-29:00（月曜 2:00-5:00）